# Productie Kredietfonds
Het Productie Krediet Fonds (PKF) is een Surinaamse kredietfaciliteit.
Het fonds was bij de lancering in 2023 gevuld met 100 miljoen SRD (circa 2,5 miljoen euro) en biedt leningen aan tegen gunstige voorwaarden. Ondernemers kunnen een bedrag van maximaal twee miljoen SRD (circa 50.000 euro) lenen tegen een rentepercentage van 5 procent.
De bedoeling van het fonds is om de productie in Suriname te verhogen, zodat er minder geïmporteerd en meer geëxporteerd kan worden. Het PKF is ondergebracht bij de Nationale Ontwikkelingsbank (NOB). Naast kredietverstrekking biedt de NOB ook training en begeleiding aan startende ondernemers.
De Wet Productie Krediet Fonds werd op 22 december 2022 door De Nationale Assemblée (DNA) aangenomen en het bestuur werd op 9 februari 2023 geïnstalleerd. De lancering vond op 28 april 2023 plaats. Bij de afsluiting van 2023 waren er 51 aanvragen binnengekomen. Er was bij elkaar 73 miljoen SRD aangevraagd en inmiddels 15 miljoen toegekend en nog 22 miljoen in behandeling. Begin 2025 stortte Nederland vanuit de Verdragsmiddelen 5 miljoen euro in het Kredietfonds.
Een kleine twee weken voor de verkiezingen van 2020 sprak minister Gillmore Hoefdraad (NDP) van Financiën ook over de instelling van een productiefonds voor importvervanging. Tijdens de stemming in DNA onthield de NDP zich van stemming.